# Scott Grimes
Scott Richard Grimes (Lowell, 9 juli 1971) is een Amerikaans acteur. Hij is vooral bekend door zijn rol Dr. Archie Morris in de televisieserie ER, en door zijn terugkerende rol Chad McCann in de sitcom Who's the Boss? en als stem van Steve Smith in de cartoon American Dad!. Daarnaast speelde hij de Amerikaanse militair Donald Malarkey in de miniserie Band of Brothers. Grimes speelde een raadslid in de film Oppenheimer uit 2023 van Christopher Nolan.
Van 2017 tot 2022 speelde Grimes de rol van Lt. Gordon Malloy in alle 36 afleveringen van de serie The Orville, gebaseerd op de Star Trek serie. 
- Biblioteca Nacional de España: XX4942927
- International Standard Name Identifier: 0000 0000 9893 0070
- Library of Congress Control Number: no97028788
- MusicBrainz: f22936f1-fb6a-4c5f-a7c8-2caeb55246ab
- Nationale Bibliotheek van Tsjechië: xx0167289
- Nationale Bibliotheek van Israël: 987007333238005171
- Système universitaire de documentation: 162059310
- Virtual International Authority File: 66675675
- WorldCat: E39PBJckT9HXxdD39V3QgXrKBP